# Hombre Psicópata
El Hombre Psicópata (Inglés: Psycho-Man), (Owen Parrish) es un supervillano que aparece en los cómics estadounidenses publicados por Marvel Comics.

## Historial de publicaciones
Hombre Psicópata apareció por primera vez en Fantastic Four Annual #5 (noviembre de 1967) y fue creado por Stan Lee y Jack Kirby.

## Biografía ficticia
Hombre Psicópata aparece por primera vez como el líder de una tecnocracia que gobierna un sistema microscópico de mundos en la parte subatómica del Microverso.Debido a la  superpoblación en estos mundos, el personaje decide que el mundo macroscópico será una nueva base ideal. Utilizando tecnología del universo Marvel convencional, Psycho-Man sigue siendo de tamaño microscópico pero es capaz de funcionar controlando una armadura avanzada de tamaño humano. Utilizando un dispositivo portátil capaz de influir en las emociones de las personas, el Hombre Psicópata esclaviza a varios sujetos humanos para construir una versión más grande de la máquina, con la intención de subyugar al mundo. El plan, sin embargo, se ve frustrado por los miembros de Los 4 Fantásticos, la Antorcha Humana y la Mole, por la Familia Real de los Inhumanos y por la Pantera Negra; el Hombre Psicópata se ve obligado a retirarse al Microverso.
El personaje reaparece en el título  Fantastic Four cuando Mister Fantástico, la Antorcha Humana y la Mole viajan al reino de Hombre Psicópata para encontrar al Heraldo de Galactus, Silver Surfer. Al darse cuenta de la amenaza de Galactus, el Hombre Psicópata permite que los héroes y Surfer se vayan sin oposición.En el título Micronauts, a los diminutos héroes se les unen todos los Cuatro Fantásticos y luchan contra el Hombre Psicópata, quien en este momento afirma estar en un exilio forzado.El Hombre Psicópata reaparece en el título Fantastic Four y utiliza un androide basado en el villano Hate-Monger para incitar al odio entre la población de la ciudad de Nueva York.El Hombre Psicópata logra transformar a la Mujer Invisible en la entidad Malicia y la envía a destruir el resto de los Cuatro Fantásticos. Mister Fantástico libera a su esposa del condicionamiento y persiguen al Hombre Psicópata al Microverso, donde la Chica Invisible obliga al villano a experimentar una serie de emociones negativas simultáneamente después de que ella puso su propio equipo en su contra. El villano cae en coma y Susan Richards, en reconocimiento al crecimiento personal que experimentó durante esta misión, cambia su nombre por el de Mujer Invisible.
Reducido a un tamaño minúsculo después de una exposición accidental al gas cada vez más reducido de Ant-Man, Spider-Man se encuentra en el Microverso cara a cara con el Hombre Psicópata. Después de un intento fallido de drenar el poder del Capitán Universo de Spider-Man (un poder que ya no posee), Spider-Man escapa de la prisión del Hombre Psicópata para encontrar un universo alienígena que el Hombre Psicópata ha reducido y exigió que lo hicieran rey. Después de una batalla con el Hombre Psicópata, Spider-Man, con la ayuda de los seres de este universo reducido, es capaz de destruir el dispositivo que controla el poder de Psycho-Man para manipular los tamaños de las cosas, haciendo que Psycho-Man se encoja y Spider-Man regresa a su tamaño normal.
En el cuarto volumen del título Captain Marvel, el héroe Kree Genis-Vell tiene un encuentro con el Hombre Psicópata en el Microverso cuando el villano controla temporalmente al aliado de Marvel, Drax el Destructor.El personaje lanza otro ataque a la ciudad de Nueva York en el título Marvel Knights 4 pero es derrotado una vez más por la Mujer Invisible;aparece en un número del cuarto volumen de Black Panther y lucha contra una nueva versión de los Cuatro Fantásticos (la Pantera Negra, la mutante  Tormenta, la Mole y la Antorcha Humana).
El Hombre Psicópata es asesinado por Red Hulk durante un torneo organizado por el Gran Maestro, pero vuelve a la vida con otros personajes caídos cuando se completa el torneo.
Se revela que el Hombre Psicópata tiene una hija, que se hace llamar Mujer Psicópata, que utiliza un dispositivo "modificador emocional", muy superior a la tecnología de su padre. Ella diseñó una serie de eventos que llevaron a Johnny Storm a embarazar a una mujer, con la esperanza de usar la genética del niño para crear un ejército impulsado por energía cósmica. Escondida en el cuerpo de Johnny, ella aparentemente fue incinerada cuando él "se encendió".
El Hombre Psicópata intentó tomar el control de los estudiantes de la Academia Vengadores mientras estaban en una "excursión" con el maestro sustituto Spider-Man.El fue derrotado cuando la fuerza de voluntad de Spider-Man resultó suficiente para deshacerse de su influencia gracias a su antigua experiencia con el Hombre Psicópata. Spider-Man reunió a los otros estudiantes para contraatacar y liberarse de su control, dándole simultáneamente a Spider-Man la oportunidad de conectarse con sus estudiantes e incitarlos a demostrar su valía como héroes.
Durante la historia de "Fear Itself", el Hombre Psicópata se aprovecha del miedo y el caos causados por la Serpiente y sus Digno al conspirar para utilizar al Hombre Cosa como la bomba de miedo definitiva para la Tierra y otros mundos. El Hombre Psicópata tiene que lidiar con los Cuatro Temibles (que consisten en Howard el pato, She-Hulk, Nighthawk y el Monstruo de Frankenstein). El Hombre Psicópata presenta una versión alternativa de los Cuatro Fantásticos (que consta de Spider-Man, Wolverine, Hulk Gris y Ghost Rider) de otra dimensión y les lava el cerebro para que luchen contra los Cuatro Temibles. Howard el pato usa su arma secreta, un dispositivo llamado "No Thing", que derrota al Hombre Psicópata y a los Cuatro Fantásticos alternativos.
Cuando el misterioso Hombre Silencioso organizó un ataque contra los FF, uno de los villanos que reclutó para ayudarlo en su asalto fue el Hombre Psicópata, cuya tecnología dimensional ayudó al Hombre Silencioso a acceder a las fuerzas de la Contra-Tierra creadas por Franklin Richards, reclutando y lavar el cerebro a sus héroes como parte de sus planes. Sin embargo, el papel del Hombre Psicópata en su plan también le permitió a Reed derrotar al Hombre Silencioso, cuyo plan dependía de la idea de que los villanos se retirarían y permitirían que el Hombre Silencioso se presentara como el héroe que expuso el ataque de Reed, como Reed dedujo correctamente que el Hombre Psicópata no cedería el control de dos mundos. El Hombre Psicópata fue derrotado cuando Valeria logró calcular cómo piratear su equipo y usarlo para hacer que las fuerzas del Hombre Silencioso se retiraran.
Durante las secuelas de la historia del "Imperio Secreto", el Hombre Psicópata aparece en Colorado provocando un motín hasta que es frustrado por los Campeones. Antes de escapar, el dispositivo de control de emociones del Hombre Psicópata afecta al Cíclope desplazado en el tiempo, lo que hace que se comporte de manera extraña. Luego aparece en una instalación en Alabama, donde afecta a los científicos con su dispositivo y los usa para atacar a los Campeones hasta que Cíclope lo derrota atacándolo por detrás, casi matándolo.

## Poderes y habilidades
El Hombre Psicópata posee inteligencia avanzada y, en situaciones experimentales y de combate, utiliza un dispositivo portátil de control de emociones llamado "Control-Box" que proyecta un rayo capaz de estimular los centros de emoción dentro del cerebro de una persona. El dispositivo tiene configuraciones que le permiten desencadenar miedo, duda y odio en distintos grados de intensidad. Al ser un ser microscópico, el Hombre Psicópata usa y controla de forma remota una armadura corporal avanzada (con diferentes habilidades) cuando aparece en la Tierra. El personaje también posee una nave espacial para su transporte.

## Otras versiones

### Deadpool mata al Universo Marvel
En la serie limitada Deadpool Kills the Marvel Universe, los X-Men envían a Deadpool a un hospital psiquiátrico para recibir terapia. Sin embargo, el médico que lo trata es en realidad un Hombre Psicópata disfrazado, que intenta torturar y lavar el cerebro a Deadpool para que se convierta en su secuaz personal, buscando crear un ejército de supervillanos bajo su control. El procedimiento falla, pero deja a Deadpool mentalmente trastornado; Como resultado, mata al Hombre Psicópata aplastándolo repetidamente contra un escritorio y comienza a asesinar a todos los superhéroes y supervillanos de la Tierra, uno por uno.

### Ultimate Marvel
Hombre Psicópata aparece en Ultimate Fantastic Four #44 (septiembre de 2007).Es el gobernante de Zenn-La, y se llama Revka Temerlune Edifex Scyros III, "El rey sin enemigos". Silver Surfer es su heraldo, habiendo sido entrenado como su sucesor. Johnny Storm le da el nombre de "Hombre Psicópata". Revka usa sus poderes de control mental para hacer que la gente de Manhattan lo adore, afirmando que traerá la paz al mundo. Luego los lleva a Zenn-La, para "ver cómo es el cielo". Borra los recuerdos de toda la gente y les da las vidas de los habitantes muertos de Zenn-la. Una vez gobernó el viejo Zenn-La y perdió la cordura. Después de entrenar a Norrin Radd para que fuera su sucesor, Norrin rompió el control de Revka sobre las personas y Zenn-La se destruyó a sí mismo. Cuando los Cuatro Fantásticos recuperan sus recuerdos y poderes, envía una banda de asesinos parecidos a Silver Surfer. Después de la batalla, el Hombre Psicópata perdió el control de la gente y fue "reprogramado". Revka posee fuertes poderes telepáticos que se ven aumentados aún más por implantes quirúrgicos, que también le otorgan casi la inmortalidad.

## En otros medios
- Hombre Psicópata aparece en el episodio de Los 4 Fantásticos, "Worlds Within Worlds", con la voz de Jamie Horton.[20]El ataca la plaza de las Cuatro Libertades para robar el invento de Reed Richards, quien luego se hace pasar por él y usa sus poderes para convertir a Susan Richards en Malicia, volviéndose contra sus compañeros de equipo de los Cuatro Fantásticos. Finalmente, Susan se libera de la influencia del Hombre Psicópata y lo derrota.
- Hombre Psicópata aparece como personaje jugable en Marvel Contest of Champions.[21]